# Eternal Tears of Sorrow
Az Eternal Tears of Sorrow (rövidítve EToS) egy finn melodikus death metal együttes, amit 1994-ben alapítottak Pudasjärvi-ban. Dalszövegeik, illetve a lágy szintetizátor dallamok a gothic metal hatását mutatják.

## Története
Jarmo Puolakanaho, Altti Veteläinen és Olli-Pekka Törrö 1994-ben alapították a zenekart, számos próbálkozás után. Az első az Andromeda volt, ami death/doom/thrash metalt játszott, de az háttérbe került, mert 1992-ben leégett próbatermüket nem tudták pótolni, ezért egy kisebb projektbe kezdtek (Moshington D.C., röviden M.D.C. néven) és elkészítették demójukat, 1993 őszén, Beyond The Fantasy címmel.
1994-ben újra demófelvételekbe kezdtek, ez volt a The Seven Goddesses of Frost. Ekkor döntöttek úgy, hogy nevüket egy sokkal komolyabbra cserélik, ez lett az Eternal Tears of Sorrow.
1994 és 96 között néhány daluk válogatásalbumokon is szerepelt, amik Európában és Kanadában jelentek meg, ezután vették fel bemutatkozó albumukat a Sinner's Serenade-t, de legalább egy évig tartott, míg az megjelenhetett az X-Treme Records (kis svéd underground kiadó) gondozásában. Miután a saját pénzükből felvették második, Vilda Mánnu címet viselő albumukat, szerződést kötöttek a Spinefarm Records-szal.
Harmadik nagylemezükön, a Chaotic Beauty-n már három új tag dolgozott, míg Olli-Pekka Törrö elhagyta a zenekart. Ezután közös európai turnéra indultak a szintén finn Nightwish és Sinergy együttessel.
A negyedik albumuk az A Virgin and a Whore felkerült a finn albumeladási legjobb negyven helyezettje közé, ezt követően pedig bejelentették, hogy szünetet tartanak, majd 2003 januárjában felbomlottak. 
2005 februárjában bejelentették visszatérésüket és kiadták a Before the Bleeding Sun címet viselő ötödik nagylemezüket 2006 áprilisában (Oroszország és Japán kivételével, ahol később jelent csak meg). Ez az album szintén felkerült a finn albumeladási listára, ezúttal a 26-ik helyre. A 66 hónapig tartó koncertszünetet 2006 végén szakították meg, Petri Sankala és Janne Tolsa helyett átmenetileg Tuomo Laikari és Veli-Matti Kananen állt be koncertek alkalmával.
2008-ban Jarmo Kylmänen, aki 2005 óta dalszerzőként erősítette a csapatot, teljes jogú taggá vált. Nem sokkal később Petri Sankala kilépett az együttesből egészségügyi okokra hivatkozva. 2009 áprilisában pedig Risto Ruuth hagyta el a zenekart, aki helyére Mika Lammassaari érkezett és rögtön próbálni is kezdtek az eredetileg májusra tervezett, de elhalasztott fellépésekre.
A hatodik nagylemez a Children Of The Dark Waters 2009 májusában jelent meg. Finnországban a Suomen Musiikki, Európa többi részén a Massacre Records volt a kiadó, míg Ázsiában a Marquee/Avalon vállalta a lemez terjesztését. Az albumról pedig megjelent a Tears of Autumn Rain című kislemez Európában és Japánban, valamint az együttes Myspace oldalán. A címadó számon kívül helyett kapott rajta a második lemezükön szereplő Vilda Mánnu is. A Children of the Dark Waters ezúttal már a 19. helyet érte el a finn albumeladási listán.
Jelenleg turnéjuk befejezésre koncentrálnak és nekiláttak a hetedik albumuk készítésének, ami előreláthatólag 2012 elején fog a boltokba kerülni.

## Diszkográfia

### Stúdióalbumok
- Sinner's Serenade (1997)
- Vilda Mánnu (1998)
- Chaotic Beauty (2000)
- A Virgin and a Whore (2001)
- Before the Bleeding Sun (2006)
- Children of the Dark Waters (2009)
- Saivon lapsi (2013)

### Kislemezek
- Sacrament of Wilderness (Közös kislemez a Nightwish és a Darkwoods My Betrothed együttesekkel) (1998)
- The Last One For Life (Csak Finnországban jelent meg) (2001)
- Tears of Autumn Rain (2009)

### Demók
- The Seven Goddesses of Frost – (1994. május)
- Bard's Burial – (1994. október)

### Az együtteshez köthető demók
- The Fourth Dimension – (még Andormeda néven, 1992 májusában)
- II (befejezetlen demó) – (még Andormeda néven, 1992 augusztusában)
- DWN (instrumentális demó) – (még D.W.N. néven, 1993 júniusában)
- Beyond the Fantasy – (még M.D.C. néven, 1993 októberében)

## Tagok

### Jelenlegi tagok
- Altti Veteläinen – vokál és basszusgitár (1994 óta)
- Jarmo Kylmänen – tiszta vokál (2008 óta)
- Jarmo Puolakanaho – gitár (1994 óta)
- Mika Lammassaari – gitár (2009 óta)
- Janne Tolsa – szintetizátor (2005 óta)
- Juho Raappana – dobok (2008 óta)

### Korábbi tagok
- Olli-Pekka Törrö – gitár, 1994–1999 (For My Pain..., illetve az EToS előtti projektek)
- Pasi Hiltula – szintetizátor, 1999–2003 (Kalmah, Scenery Channel, Burning Point), 2009-2010-es turnén
- Antti-Matti Talala – gitár, 1999–2000 (To/Die/For, Soulrelic, Kalmah)
- Antti Kokko – gitár 2000–2003, fellépések alkalmával basszusgitáron játszott 1997-1998 (Kalmah)
- Petri Sankala – dobok 1999–2008, illetve 1997-1998-as turnén (For My Pain..., Kalmah, és az Andromeda-ban 1992-93)
- Risto Ruuth – gitár 2005–2009

### Az albumokon közreműködő előadók
- Heli Luokkala – vokál, Vilda Mánnu
- Kimberly Goss – vokál, Chaotic Beauty (Sinergy, Therion)
- Juha Kylmänen – vokál, A Virgin and a Whore (For My Pain..., Reflexion)
- Miriam Elisabeth Renvåg – vokál, Before the Bleeding Sun és Children of the Dark Waters (Ram-Zet, For My Pain...)
- Tony Kakko – vokál, Before the Bleeding Sun (Sonata Arctica)
- Marco Hietala – vokál, Before the Bleeding Sun (Tarot , Nightwish, Sinergy)
- Heidi Parviainen – vokál, Children of the Dark Waters (Amberian Dawn)

### Turnék alkalmával közreműködő előadók
- Pekka Kokko – basszusgitár, 1999 (Kalmah)
- Heidi Määttä – szintetizátor, 2000 (Embraze, The Man-Eating Tree), Pasi Hiltula-t helyettesítette.
- Juha Kylmänen – tiszta vokál, 2001 (For My Pain..., Reflexion, To/Die/For)
- Veli-Matti Kananen – szintetizátor, 2006–2007, 2010 (Tacere), Janne Tolsa-t helyettesítette
- Tuomo Laikari – dobok, 2006–2007, Petri Sankala-t helyettesítette

## Külső hivatkozások
- Hivatalos blog Archiválva 2013. február 8-i dátummal a Wayback Machine-ben
- Az együttes hivatalos oldalának archivált változata
- Az együttes myspace oldala
- A zenekar az Encylopaedia Metallum archívumában